# Deux Femmes amoureuses
Pour plus de détails, voir Fiche technique et Distribution.
Deux Femmes amoureuses est un téléfilm allemand réalisé par Rainer Kaufmann en 2014.

## Synopsis
Marie est une architecte à succès qui a deux enfants adolescents et un mari aimant, également architecte. Le couple travaille ensemble.
La famille traverse des crises : le mari a une aventure avec une jeune architecte de l'agence familiale, leur fils est arrêté avec de la marijuana, leur fille vit une histoire d'amour trop précoce... mais surtout, lorsque Marie rencontre la fiancée de leur ami Dom, les deux femmes tombent amoureuses l'une de l'autre.

## Fiche technique
- Titre français : Deux Femmes amoureuses
- Titre original : Ich will Dich (littéralement : Je te veux)
- Titre international : My Love For You
- Réalisation : Rainer Kaufmann
- Scénario : Kathrin Richter, Jürgen Schlagenhof
- Producteur : Cornelia Popp, Kerstin Schmidbauer
- Société de production : Constantin Television
- Musique :
- Pays d'origine :  Allemagne
- Langue d'origine : allemand
- Lieux de tournage : Berlin, Allemagne
- Genre : Drame, romance saphique
- Durée : 87 minutes (1 h 27)
- Dates de sortie :
  -  Allemagne : 2 juillet 2014 au Festival du film de Munich
  -  France : 13 février 2015

## Distribution
- Ina Weisse : Marie
- Erika Marozsán : Ayla
- Linda Gegusch : Justine
- Dorothee Krüger : Britta
- Jordan Elliot Dwyer : Fridy
- Margot Nagel : Susanne
- Aljosha Horvat : Vladec
- Marc Hosemann : Dom
- Rüdiger Kuhlbrodt : Werner
- Ulrich Noethen : Bernd
- Matti Schmidt-Schaller : Jonas
- Petra Schmidt-Schaller : Vicky
- Gina Stiebitz : Lilly
- Axel Werner : Toni